# Cora Emens
Cora Emens is een Nederlandse seksuoloog en sekscoach, die bekendheid verwierf als presentator van Beter in bed (RTL 5), alwaar zij "sekscoaching" introduceerde aan het brede publiek, en als regelmatig tafelgast bij Spuiten en Slikken (BNN).
Emens wordt gezien als de bekendste sekscoach van Nederland. Journalist Erik Brouwer noemde haar in 2016 "veruit de bekendste". Ze startte samen met Willem de Ridder de eerste 06-sekslijn in Nederland. Ook opende ze de eerste sekscoachingspraktijk van Nederland. Emens maakte contemporary muziek, leerde via die weg De Ridder kennen, en samen zetten zij de New Ancient Sex Academy op, waar cursussen en lezingen werden gegeven over seksualiteit. Ze is ook oprichtster van de Love Academy. Ze verzorgde aftrekcursussen, zoals voor de Amsterdamse vrouwvriendelijke seksshop Mail & Female. In 2009 won Emens een Petra Joy Award voor haar film "Cora's Memoirs — The Rose".
Emens heeft een relatie met voormalig gigolo Shai Shahar, die ze ontmoette backstage bij een show van Catherine Keyl.